# Јужна Карелија
Јужна Карелија (фин. Etelä-Karjala, швед. Södra Karelen) је округ у Финској, у југоисточном делу државе. Седиште округа је град Лапенранта, а значајан је и град Иматра.
Назив округа донекле одступа од положаја у оквиру историјске покрајине Карелија, јер се њен јужни део налази у оквиру Русије. Заправо, округ обухвата јужни део финске Карелије.

## Положај округа
Округ Јужна Карелија се налази у југоисточном делу Финске. Њега окружују:
- са севера: Округ Јужна Савонија,
- са североистока: Округ Северна Карелија,
- са истока: Русија (Република Карелија),
- са југа: Русија (Лењинградска област),
- са запада: Округ Кименска Долина.

## Природне одлике
Рељеф: Округ припада историјској области Карелији, али је просторно смештен у њеном западном делу (то је јужни део финске Карелије). У округу Јужна Карелија преовлађују равничарска подручја, надморске висине 40-100 м.
Клима у округу Јужна Карелија влада оштра Континентална клима.
Воде: Јужна Карелија је унутаркопнени округ Финске. Међутим, у оквиру округа постоји низ ледничких језера, од којих је највеће Сајма (највеће у држави). Најважнија река је река Вуокси, која истиче из језера.

## Становништво
По подацима 2011. године у округу Јужна Карелија живело је приближно 133 хиљаде становника. Од 2000. године број становника у округу је опао за око 5%.
Густина насељености у округу је 24 становника/км², што је за 1,5 пута више од државног просека (16 ст./км²). Јужни део округа, уз руску границу, је знатно боље насељен него север, испрецесан бројним језерима.
Етнички састав: Финци су до скора били једино становништво округа, али се последњих деценија овде населио и мањи број усељеника, посебно Руса из оближњих области Русије. У пограничним подручјима су чести двојезични (финско-руски) натписи.

## Општине и градови
Округ Јужна Карелија има 10 општина, од којих су 2 са звањем града (означене задебљаним словима). То су:
| - Иматра - Лапенранта - Леми - Лумеки - Парикала | - Раутјерви - Руоколахти - Савитајпале - Суоменијеми - Тајпалсари |

Градска подручја са више од 10 хиљада становника су:
- Лапенранта - 53.000 становника,
- Иматра - 31.000 становника.